# 勒卢沃罗
勒卢沃罗（法語：Le Louverot，法語發音：[lə luvʁo]）是法国汝拉省的一个市镇，位于该省中西部，属于隆斯勒索涅区。

## 地理
勒卢沃罗（46°43'49"N, 5°35'2"E）面积1.74 平方千米，位于法国勃艮第-弗朗什-孔泰大區汝拉省，该省份为法国东部内陆省份，北起上索恩省，西北接科多尔省，西临索恩-卢瓦尔省，南至安省，东与杜省和瑞士接壤。
与勒卢沃罗接壤的市镇（或旧市镇、城区）包括：瓦特尔、蒙坦、栋布朗、拉维尼、普莱努瓦索、勒韦尔努瓦。

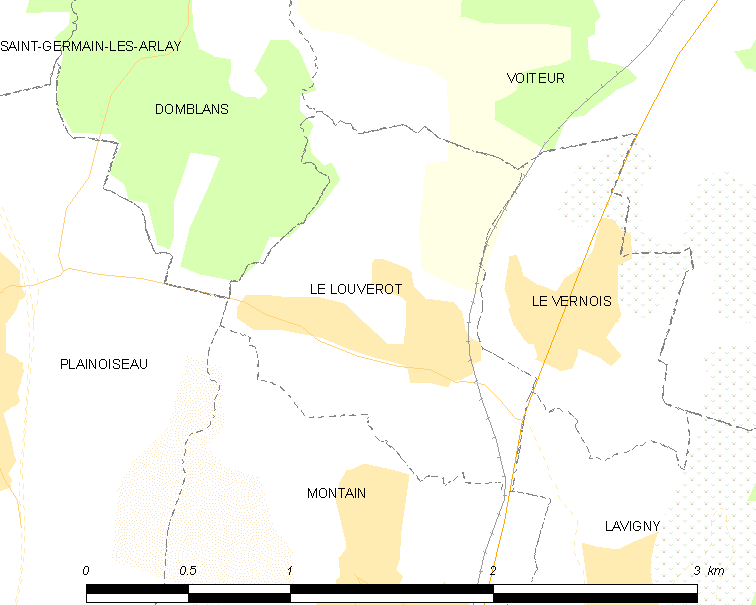
勒卢沃罗的OSM定位图

勒卢沃罗的时区为UTC+01:00、UTC+02:00（夏令时）。

## 行政
勒卢沃罗的邮政编码为39210，INSEE市镇编码为39304。

## 政治
勒卢沃罗所属的省级选区为波利尼县。

## 人口

1962-2008年间勒卢沃罗人口变化图示

勒卢沃罗于2022年1月1日时的人口数量为232人。